# 方弘 (摄影家)
方弘（1912年—2004年8月23日），原名萧卓千，男，山东掖县人，中国摄影家，曾任天津日报美术摄影部副主任，中国摄影学会常务理事。